# Lípa u Svaté Anny
Lípa u Svaté Anny je památný strom u vsi Břežany, severozápadně od Horažďovic. Lípa malolistá (Tilia cordata) roste na východ u vsi u barokní kaple sv. Anny v nadmořské výšce 500 m. Obvod jejího kmene měří 430 cm a koruna stromu dosahuje do výšky 24 m (měření 1992). Lípa je chráněna od roku 1992 pro svůj vzrůst.